# Karate-Europameisterschaften der Jugend, Junioren & U21 2023
Die 50. Karate-Europameisterschaften der European Karate Federation für die Jugend, Junioren und U21 wurden vom 3. bis 5. Februar 2023 in Larnaka (Zypern) ausgetragen. Insgesamt starteten 1126 Teilnehmer aus 48 Nationen.

## Medaillen Herren

### Jugend (Kadetten)
| Kategorie     | Gold              | Silber                     | Bronze                               |
| ------------- | ----------------- | -------------------------- | ------------------------------------ |
| Kata          | Mustafa Akgul     | Luigi Di Rubba             | Jonas Abu Wahib Izan Lopez Tomas     |
| Kumite -52 kg | Matt Rombeaux     | Lovro Maslov               | Safa Yilmaz Muhammet Filip Hornak    |
| Kumite -57 kg | Mate Toth         | Ali Arnautovic             | Savas Ogus Heidar Safi               |
| Kumite -63 kg | Benjamin Packwood | Rayan Zoueini              | Cinar Karaagac Iker Leal Moreno      |
| Kumite -70 kg | Hela Kiria        | Robin Mateo Zuninga Späthe | Richard Turcanik Leonids Vorozeikins |
| Kumite +70 kg | Lukas Bohunicky   | Samuele Burrosi            | Vladislav Anisimov Rahib Azim        |

### Junioren
| Kategorie     | Gold                   | Silber                | Bronze                                  |
| ------------- | ---------------------- | --------------------- | --------------------------------------- |
| Kata          | Ivan Martin Montenegro | William Tran          | Vincenzo Pappalardo Furkan Kaynar       |
| Kumite -55 kg | Farid Savadov          | Alexandr Capmoale     | Henrik Hansen Walstad Adrian Ocio Marca |
| Kumite -61 kg | Uta Poniava            | Dominik Dziuda        | Hailemichael Kristensen Yusuf Kilic     |
| Kumite -68 kg | Guilherme Gonçalves    | Stavros Charalambides | Andrija Danilovic Simon Kovac           |
| Kumite -76 kg | Ricardo Franken        | Suleyman Aydemir      | Mario Iannuzzi Emre Saljiu              |
| Kumite +76 kg | Alejandro Jimenez Diaz | Eren Yusuf Temizel    | Max Fajerbach Alexander Davies          |

### Kata-Team
| Kategorie         | Gold                                                                  | Silber                                                     | Bronze                                                                                                   |
| ----------------- | --------------------------------------------------------------------- | ---------------------------------------------------------- | --- |
| Kadetten/Junioren | Spanien Alejandro Galan Lacon Izan Lopez Tomas Ivan Martin Montenegro | Italien Luigi Matacchioni Guido Polsinelli Francesco Sergi | Kroatien Mark Files Dino Huic Ivan Kukic Ivan Zeinski Frankreich Liam Gregoire Luca Hoffmann Tom Peltier |

### U21
| Kategorie     | Gold             | Silber            | Bronze                               |
| ------------- | ---------------- | ----------------- | ------------------------------------ |
| Kata          | Enes Özdemir     | Alessio Ghinami   | Oscar Garcia Cuadrado James Harrison |
| Kumite -60 kg | Aminagha Guliyev | Anass Abdelmalki  | Ahmed El Amine Hellal Martin Drabek  |
| Kumite -67 kg | Ika Sulamanidze  | Markus Tan Ojala  | Matt Steven Ramos Huseyn Mammadli    |
| Kumite -75 kg | Daniele de Vivo  | Adrien Marques    | Maros janovcik Oleh Pashchenko       |
| Kumite -84 kg | Maksym Buhaiov   | Alexandre Martins | Vitomir Trajkovski Nemanja Mukulic   |
| Kumite +84 kg | Matteo Avanzini  | Anes Bostandzic   | Nemanja Jovovic Stefan Stokanovikj   |

## Medaillen Damen

### Jugend (Kadetten)
| Kategorie     | Gold                | Silber                 | Bronze                                     |
| ------------- | ------------------- | ---------------------- | ------------------------------------------ |
| Kata          | Shirley Jay         | Roberta Dominici       | Beatriz Palleiro Carballo Athina Tsiakmaki |
| Kumite -47 kg | Ludovica Legittimo  | Emily-Chiara Drehmann  | Agnes Nyman Aida Trstenjak                 |
| Kumite -54 kg | Alexandra Zeumerova | Gulay Orujova          | Korina Klaric Anaelle Dauby                |
| Kumite -61 kg | Julia Just Clopes   | Maria-Antonia Zamantza | Marie Prigalova Jovana Damjanovic          |
| Kumite +61 kg | Dariia Bulai        | Amalie Hakova          | Elisabeth Herari Anna Kopfer               |

### Juniorinnen
| Kategorie     | Gold                | Silber              | Bronze                               |
| ------------- | ------------------- | ------------------- | ------------------------------------ |
| Kata          | Paola Lozano Garcia | Rebeca Mrazova      | Sila Esma Evsan Linh Mai Bui         |
| Kumite -48 kg | Sidney-Michelle Ott | Sasha Vielle        | Polina Merchenko Emma Colletti       |
| Kumite -53 kg | Amel Souidi         | Buse Kilic          | Ela Petan Nina Kvasnicova            |
| Kumite -59 kg | Aysu Aliyeva        | Aleksandra Davidova | Anastasiya Semenenko Berra Demirturk |
| Kumite -66 kg | Dunja Rajic         | Pia Anna Desiderio  | Melita Mikaleviciute Mia Cacko       |
| Kumite +66 kg | Asia Pergolesi      | Yuliia Krot         | Charlotte Rühlmann Nina Erdelyiova   |

### Kata-Team
| Kategorie            | Gold                                                | Silber                                                  | Bronze |
| -------------------- | --------------------------------------------------- | ------------------------------------------------------- | --- |
| Kadetten/Juniorinnen | Portugal Lara Teixeira Rita Marques Barbara Ribeiro | Frankreich Mai Linh Bui Manon Ros Ninon Vaucelle Spelle | Spanien Julieta Alvarez Fotheringham Cristina Rubio Perez Alba Ruiz Garcia Italien Francesca Crucitti Miriam Ederar Martina Padoan |

### U21
| Kategorie     | Gold                     | Silber           | Bronze                                 |
| ------------- | ------------------------ | ---------------- | -------------------------------------- |
| Kata          | Elena Roversi            | Chiara Manca     | Natacha Fernandes Sabrina Savoy Medero |
| Kumite -50 kg | Assma Charif             | Ema Sgardelli    | Lucia Mrazova Irene Kontou             |
| Kumite -55 kg | Nejra Sipovic            | Natalia Osadchuk | Mia Bitsch Matilda Rosenlind           |
| Kumite -61 kg | Konstantina Chrysopoulou | Reem Khamis      | Marina Kurtes Trine Fuyu Lind          |
| Kumite -68 kg | Elina Sieliemienieva     | Sofia Ferrarini  | Sara Kridova Thalya Sombe              |
| Kumite +68 kg | Marta Pascual Chico      | Dijana Bota      | Emma Coranson Beaudu Robin van Wezel   |

## Medaillenspiegel
Ausrichter 
| Platz | Land                    | Gold | Silber | Bronze | Gesamt |
| ----- | ----------------------- | ---- | ------ | ------ | ------ |
| 1     | Spanien                 | 6    | 0      | 7      | 13     |
| 2     | Italien                 | 5    | 7      | 5      | 17     |
| 3     | Ukraine                 | 4    | 2      | 2      | 8      |
| 4     | Aserbaidschan           | 3    | 1      | 2      | 6      |
| 5     | Frankreich              | 2    | 4      | 5      | 11     |
| 6     | Türkei                  | 2    | 3      | 7      | 12     |
| 7     | Deutschland             | 2    | 3      | 6      | 11     |
| 8     | Slowakei                | 2    | 1      | 7      | 10     |
| 9     | Portugal                | 2    | 0      | 1      | 3      |
| 10    | Georgien                | 2    | 0      | 0      | 2      |
| 11    | Belgien                 | 1    | 3      | 2      | 6      |
| 12    | Bosnien und Herzegowina | 1    | 2      | 1      | 4      |
| 13    | Griechenland            | 1    | 1      | 1      | 3      |
| 14    | Serbien                 | 1    | 1      | 0      | 2      |
| 15    | Ungarn                  | 1    | 0      | 1      | 2      |
|       | Niederlande             | 1    | 0      | 1      | 2      |
| 17    | Schottland              | 1    | 0      | 0      | 1      |
| 18    | Kroatien                | 0    | 2      | 5      | 7      |
| 19    | Tschechien              | 0    | 1      | 3      | 4      |
| 20    | Schweden                | 0    | 1      | 2      | 3      |
| 21    | Zypern                  | 0    | 1      | 1      | 2      |
|       | Lettland                | 0    | 1      | 1      | 2      |
| 23    | Polen                   | 0    | 1      | 0      | 1      |
|       | Moldau                  | 0    | 1      | 0      | 1      |
|       | Estland                 | 0    | 1      | 0      | 1      |
| 26    | Montenegro              | 0    | 0      | 5      | 5      |
| 27    | Dänemark                | 0    | 0      | 2      | 2      |
|       | Nordmazedonien          | 0    | 0      | 2      | 2      |
| 29    | Norwegen                | 0    | 0      | 1      | 1      |
|       | Luxemburg               | 0    | 0      | 1      | 1      |
|       | England                 | 0    | 0      | 1      | 1      |
|       | Litauen                 | 0    | 0      | 1      | 1      |
|       | Slowenien               | 0    | 0      | 1      | 1      |
| Total | Total                   | 37   | 37     | 74     | 144    |